# Pterostylis cheraphila
Pterostylis cheraphila är en orkidéart som beskrevs av David Lloyd Jones och Mark Alwin Clements. Pterostylis cheraphila ingår i släktet Pterostylis och familjen orkidéer.
Artens utbredningsområde är Victoria i Australien. Inga underarter finns listade i Catalogue of Life.